# Warrior Sports
Warrior Sports er en amerikansk producent af sportstøj og sportsudstyr under varemærket Warrior. Warrior Sports er leverandør af sportsudstyr til sportsgrene som lacrosse, hockey og fodbold. Warrior har hovedsæde i Warren. Warrior Sports blev grundlagt i 1992 af den tidligere lacrossespiller David Morrow. I 2004 blev virksomheden købt af New Balance. I 2011 begyndte de at fokusere på Europa, hvor de også skrev kontrakt med Liverpool F.C..